# Fayçal ben al-Hussein
Fayçal ben al-Hussein (en arabe,  فيصل بن الحسين بن طلال, DMG Faiṣal b. al-Ḥusain b. Ṭalāl), né le 11 octobre 1963 à Amman, est un prince, fils du roi Hussein, 3e dans l'ordre de succession au trône de Jordanie. Il est dirigeant sportif, depuis 2010 membre du Comité international olympique.